# 桑德罗·施瓦茨
桑德罗·施瓦茨（德語：Sandro Schwarz，1978年10月17日—）是一位德国前足球运动员及现足球教练，自2022-23赛季起执教德甲俱乐部柏林赫塔。

## 职业生涯

### 球员生涯
在1995年加盟美因茨05前，施瓦茨曾先后效力于比朔夫斯海姆（SV 07 Bischofsheim）和金斯海姆的青年队。1998年3月29日，即1997-98赛季的第24轮比赛中，时任美因茨05主教练的赖因哈德·萨夫蒂希首次派遣施瓦茨参加德乙，是役他们客场以0比2不敌福尔图娜杜塞尔多夫。施瓦茨此后还代表美因茨参加了另外100场德乙联赛，直至2003-04赛季结束，当他随队一同成功升入德甲。然而，施瓦茨仍然留在德乙：他转投了升班马红白埃森，但该俱乐部随即直接降级。至2005-06赛季，施瓦茨重返莱茵-美因都会区，加盟当时处于南部地区联赛的韦恩威斯巴登。首个赛季，他只能经常作为板凳球员，但在2006-07赛季，身披8号球衣的施瓦茨夺得主力位置，并成为了球队成功升入德乙的重要功臣。在主教练克里斯蒂安·霍克麾下，施瓦茨成长为“无可争议的领袖”，并在2007-08赛季担当韦恩威斯巴登的场上队长。他共计完成了167次德乙出场，并射入4球。

### 执教生涯
2009年3月29日，在原主教练沃尔夫冈·弗兰克遭解职后，施瓦茨获任命为韦恩威斯巴登的领队，并同时继续其球员生涯直至夏季。在降级至德丙联赛后，施瓦茨从2009-10赛季起至开始担当助理教练，以辅佐主教练汉斯·维尔纳·莫泽或其继任者吉诺·莱蒂耶里，直至他本人于2010年3月9日离职。在2008-09赛季，没有教练证书的施瓦茨只能通过德国足球协会颁发的特别许可证，从而作为韦恩威斯巴登的教练组负责人进行执教。
在2011-12赛季伊始，施瓦茨成为了黑森联赛俱乐部埃施博恩的主教练，他在首个赛季便率队赢得冠军，并成功升入新成立的西南地区联赛。升级后他的合同获得了续签至2012-13赛季，期间他也顺利完成了足球教练证书的培训。
至2013-14赛季，施瓦茨回到老东家加盟美因茨05，出任19岁以下（U19）梯队的主教练。2015年2月17日，他又作为马丁·施密特的继任者，执教美因茨05二队。2017年5月31日，施瓦茨进一步被任命为俱乐部一线队的主教练。